# Le maschere (Machiavelli)
Le maschere è una commedia perduta di Niccolò Machiavelli, scritta attorno al 1504, quando Machiavelli era Segretario della Repubblica fiorentina. La commedia, di intento satirico, pare fosse un atto unico in cui l'autore, ispirandosi al modello delle Nuvole del commediografo greco Aristofane, aveva inserito riferimenti a personaggi della scena politica contemporanea.
Forse si trattò di una perdita dolosa, causa il contenuto politico dell'opera. Ne viene infatti fatta menzione dal nipote di Machiavelli, Giuliano de' Ricci, che sembra si rifiutò di trascriverne i frammenti.